# Topobea steyermarkii
Topobea steyermarkii är en tvåhjärtbladig växtart som beskrevs av John Julius Wurdack. Topobea steyermarkii ingår i släktet Topobea och familjen Melastomataceae. Inga underarter finns listade i Catalogue of Life.